# شون أومالي (لاعب كرة قاعدة)
شون أومالي (بالإنجليزية: Shawn O'Malley)‏ هو لاعب كرة قاعدة أمريكي، ولد في 28 ديسمبر 1987 في ريتشلاند في الولايات المتحدة.

## وصلات خارجية
- شون أومالي على موقع دوري كرة القاعدة الرئيسي (الإنجليزية)
- شون أومالي على موقعبيزبول رفرنس.كوم (الدوري الرئيسي) (الإنجليزية)
- شون أومالي على موقعبيزبول رفرنس.كوم (الدوري الثانوي) (الإنجليزية)
- شون أومالي على موقع إي إس بي إن.كوم (أم.أل.بي) (الإنجليزية)
- شون أومالي على موقع مشجعي الرسوم البيانية (الإنجليزية)